# کاراکول ۱۲۵۵۷
سیارک ۱۲۵۵۷ (به انگلیسی: 12557 Caracol، نامگذاری:1998QQ54) دوازده هزار و پانصد و پنجاه و هفتمین سیارک کشف شده‌است که در ۲۷ اوت ۱۹۹۸ کشف شد.
قدر مطلق سیارک برابر ۳۸.۹ است.